# Sanfront
Sanfront là một đô thị tại tỉnh Cuneo trong vùng Piedmont của Italia, vị trí cách khoảng 60 km về phía tây nam của Torino và khoảng 35 km về phía tây bắc của Cuneo. Tại thời điểm ngày 31 tháng 12 năm 2004, đô thị này có dân số 2.642 người và diện tích là 39,7 km².
Sanfront giáp các đô thị: Barge, Brossasco, Envie, Gambasca, Paesana, Rifreddo và Sampeyre.